# Grecia bizantina
La Grecia bizantina se refiere al territorio de la actual Grecia durante el dominio del Imperio bizantino, desde la división del Imperio romano en el siglo IV hasta la conquista otomana en el siglo XV. Tras formar parte del mundo romano como la provincia de Acaya, Grecia se integró en la mitad oriental del Imperio y conservó su idioma, su cultura helénica y su relevancia intelectual dentro del nuevo orden bizantino.
A lo largo de este periodo, Grecia fue escenario de invasiones bárbaras, conflictos internos y reorganizaciones administrativas, pero también experimentó un notable desarrollo económico, urbano y religioso. Ciudades como Tesalónica, Atenas y Mistrá fueron centros importantes del Imperio, mientras que el Peloponeso se consolidó como uno de los últimos bastiones del poder bizantino antes de la expansión otomana.

## Antecedentes: Grecia romana

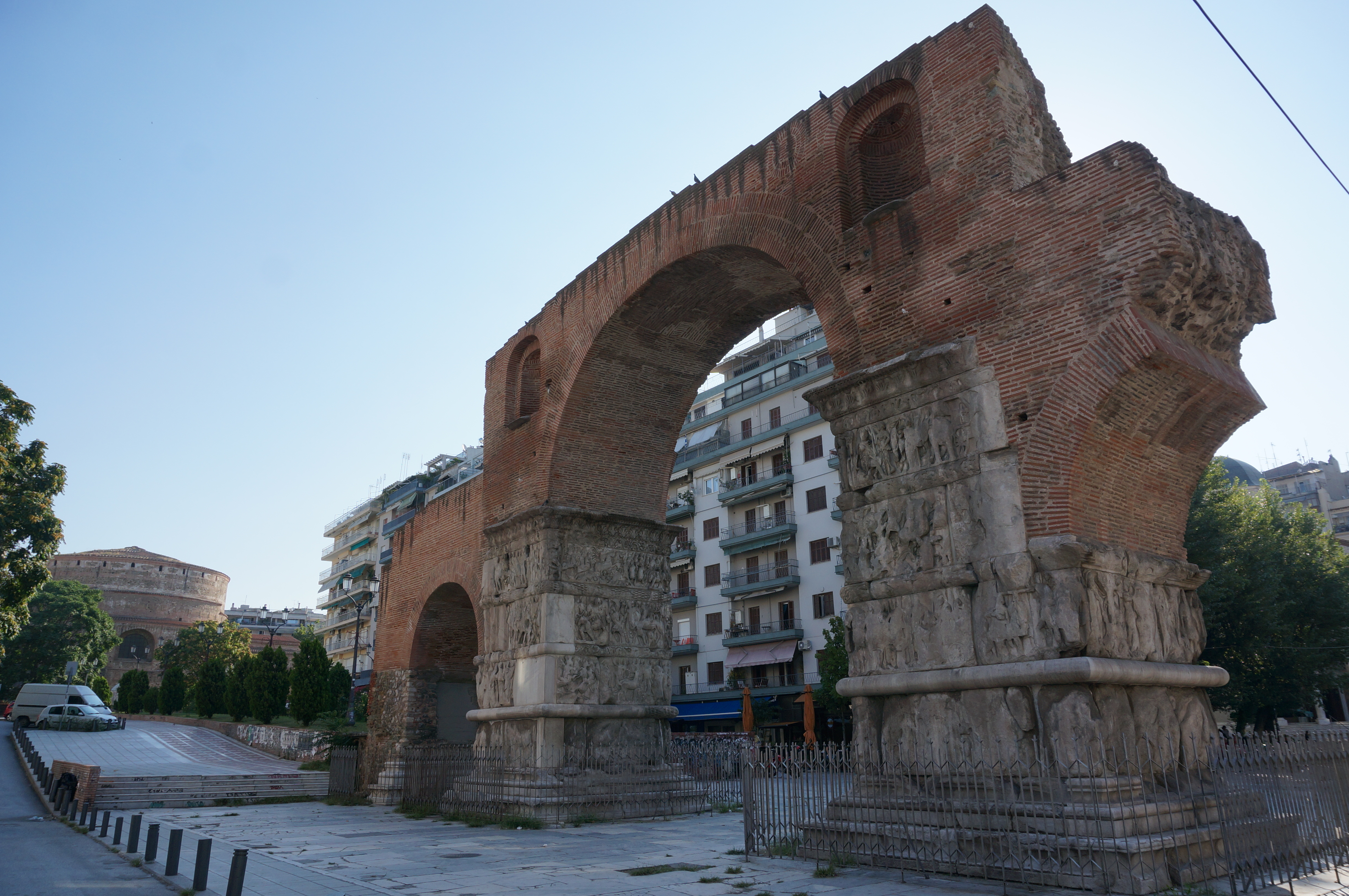
Arco de Galerio, Salónica.

La península griega se convirtió en protectorado romano en el 146 a. C., y las islas del Egeo se unieron a este territorio en el 133 a. C. Atenas y otras ciudades griegas se rebelaron en el 88 a. C., y la península fue aplastada por el general romano Sila. Las guerras civiles romanas devastaron aún más el territorio, hasta que Augusto organizó la península como provincia de Acaya en el 27 a. C.
Grecia era una provincia oriental típica del Imperio romano. Los romanos enviaron colonos allí y contribuyeron con nuevos edificios a sus ciudades, especialmente en el Ágora de Atenas, donde se construyeron la Agripeia de Marco Agripa, la Biblioteca de Tito Flavio Panteno y la Torre de los Vientos, entre otras. Los romanos tendían a ser filohelénicos y los griegos, en general, leales a Roma. 
La vida en Grecia continuó bajo el Imperio Romano prácticamente igual que antes, y el griego siguió siendo la lengua franca en la parte oriental y más importante del Imperio. La cultura romana estuvo fuertemente influenciada por la cultura griega clásica (véase civilización grecolatina). Como dijo Horacio: Graecia capta ferum victorem cepit , «La Grecia cautiva capturó a su rudo conquistador». Las epopeyas de Homero inspiraron la Eneida de Virgilio, y autores como Séneca el Joven escribieron con estilos griegos, mientras que romanos famosos como Escipión el Africano, Julio César y Marco Aurelio recopilaron obras en griego.
Durante ese período, intelectuales griegos como Galeno o Apolodoro de Damasco eran continuamente llevados a Roma. Dentro de la ciudad de Roma, el griego era hablado por las élites romanas, en particular los filósofos, y por las clases trabajadoras más bajas, como marineros y comerciantes. El emperador Nerón visitó Grecia en el año 66 y participó en los Juegos Olímpicos, a pesar de las normas que prohibían la participación de extranjeros. Por supuesto, fue honrado con una victoria en cada competición, y en el año 67 proclamó la libertad de los griegos en los Juegos Ístmicos de Corinto, tal como lo había hecho Flaminino más de 200 años antes.
Adriano también sentía una especial predilección por los griegos; antes de convertirse en emperador, ejerció como arconte epónimo de Atenas. Allí también construyó el arco que lleva su nombre y tuvo un amante griego, Antínoo. 
Al mismo tiempo, Grecia y gran parte del resto del oriente romano quedaron bajo la influencia del cristianismo. El apóstol Pablo había predicado en Corinto y Atenas, y Grecia pronto se convirtió en una de las zonas más cristianizadas del imperio.

## Primeros años (siglo IV)

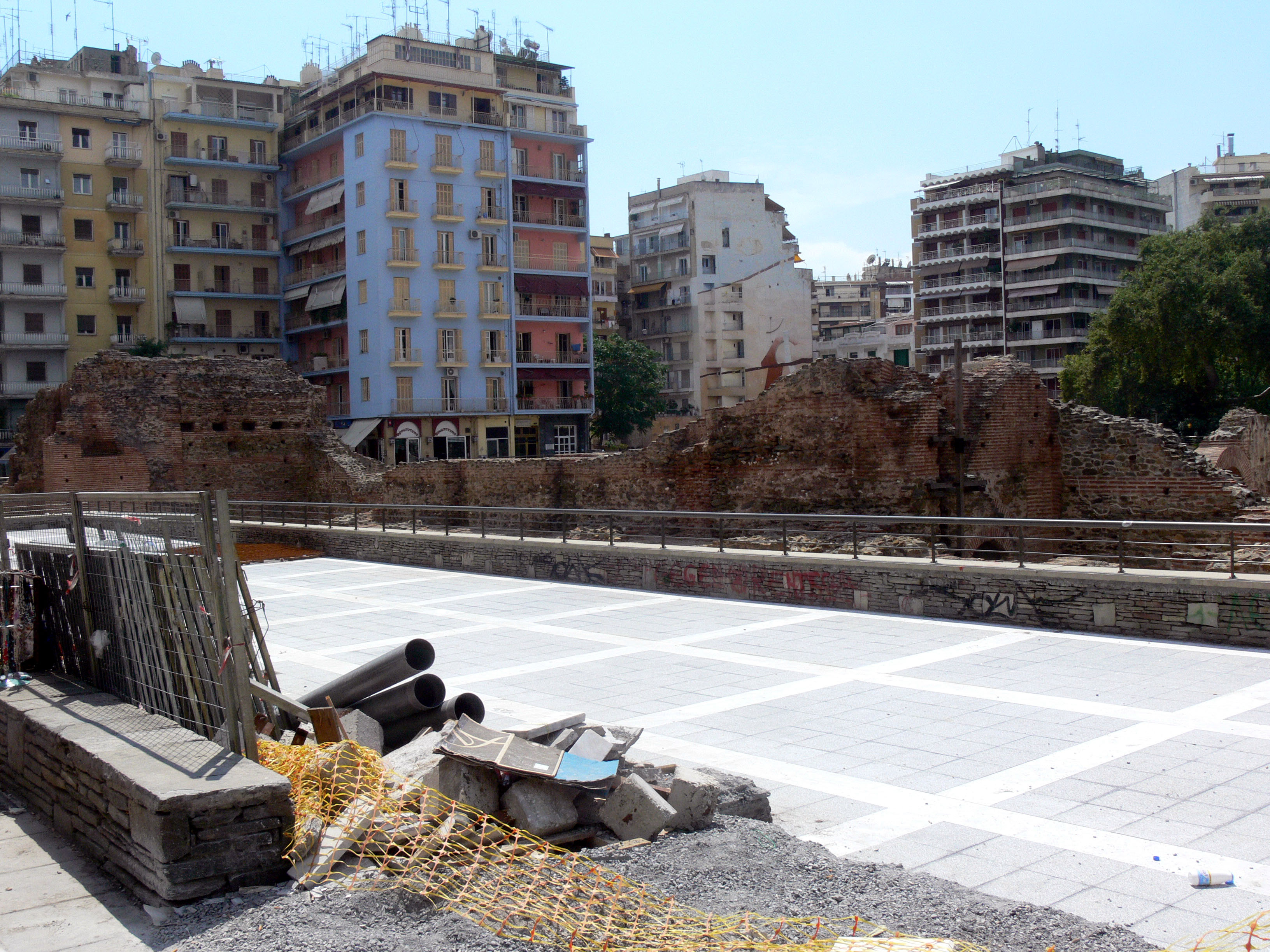
Restos del Palacio de Galerio en Tesalónica (Plaza Navarinou), cerca del Hipódromo donde tuvo lugar la Masacre de Tesalónica durante el reinado de Teodosio I.

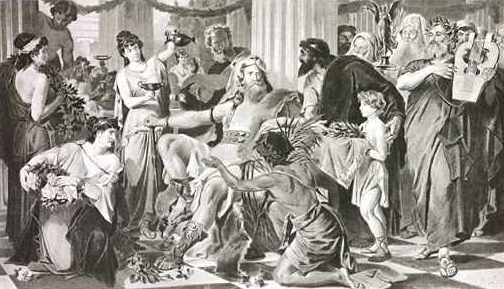
Alarico I en Atenas por Ludwig Thiersch.

Durante los siglos II y III, Grecia estuvo dividida en provincias que incluían Acaya, Macedonia, Epiro y Tracia. Durante el reinado de Diocleciano, a finales del siglo III , los Balcanes occidentales se organizaron como una diócesis romana, gobernada por Galerio. Bajo Constantino I, Grecia formó parte de las diócesis de Macedonia y Tracia. Las islas del este y el sur del Egeo formaron la provincia de Insulae, en la diócesis de Asia.
Grecia enfrentó invasiones de los hérulos, godos y vándalos durante el reinado de Teodosio I. Estilicón, quien actuó como regente de Arcadio, evacuó Tesalia cuando los visigodos invadieron a finales del siglo IV. El chambelán de Arcadio , Eutropio, permitió a Alarico I entrar en Grecia, y saqueó Corinto y el Peloponeso. Estilicón finalmente lo expulsó alrededor de 397 y Alarico fue nombrado magister militum en Iliria. Finalmente, Alarico y los godos emigraron a Italia, saquearon Roma en 410 y construyeron el Imperio visigodo en Iberia y el sur de Francia, que duró hasta 711 con la llegada de los árabes.
Grecia permaneció como parte de la mitad oriental relativamente unificada del imperio. Contrariamente a las visiones anticuadas de la Antigüedad tardía , la península griega fue probablemente una de las regiones más prósperas del Imperio romano y, posteriormente, del Imperio romano-bizantino de Oriente. Los escenarios más antiguos de pobreza, despoblación, destrucción bárbara y decadencia civil se han revisado a la luz de los descubrimientos arqueológicos recientes. De hecho, la polis, como institución, parece haber permanecido próspera hasta al menos el siglo VI. Textos contemporáneos como el Sinécdemo de Hierocles afirman que, en la Antigüedad tardía, Grecia estaba altamente urbanizada y contenía aproximadamente 80 ciudades. Esta visión de extrema prosperidad goza de amplia aceptación en la actualidad, y se asume que, entre los siglos IV y VII d. C., Grecia pudo haber sido una de las regiones económicamente más activas del Mediterráneo oriental.
Tras la pérdida de Alejandría y Antioquía ante los árabes, Tesalónica se convirtió en la segunda ciudad más grande del Imperio bizantino, llamada la "corregente" ( symbasileuousa ), solo superada por Constantinopla. La península griega siguió siendo uno de los centros más importantes del cristianismo a finales del período romano y principios del bizantino. Tras la recuperación de la zona de las invasiones eslavas, su riqueza se restableció. Eventos como la invasión selyúcida de Asia Menor y la ocupación latina de Constantinopla centraron gradualmente el interés imperial bizantino en la península griega durante el período bizantino tardío. El Peloponeso, en particular, continuó prosperando económica e intelectualmente incluso durante su dominación latina, la recuperación bizantina y hasta su caída final ante el Imperio otomano.

## Reorganización y amenazas externas (siglos V-VIII)

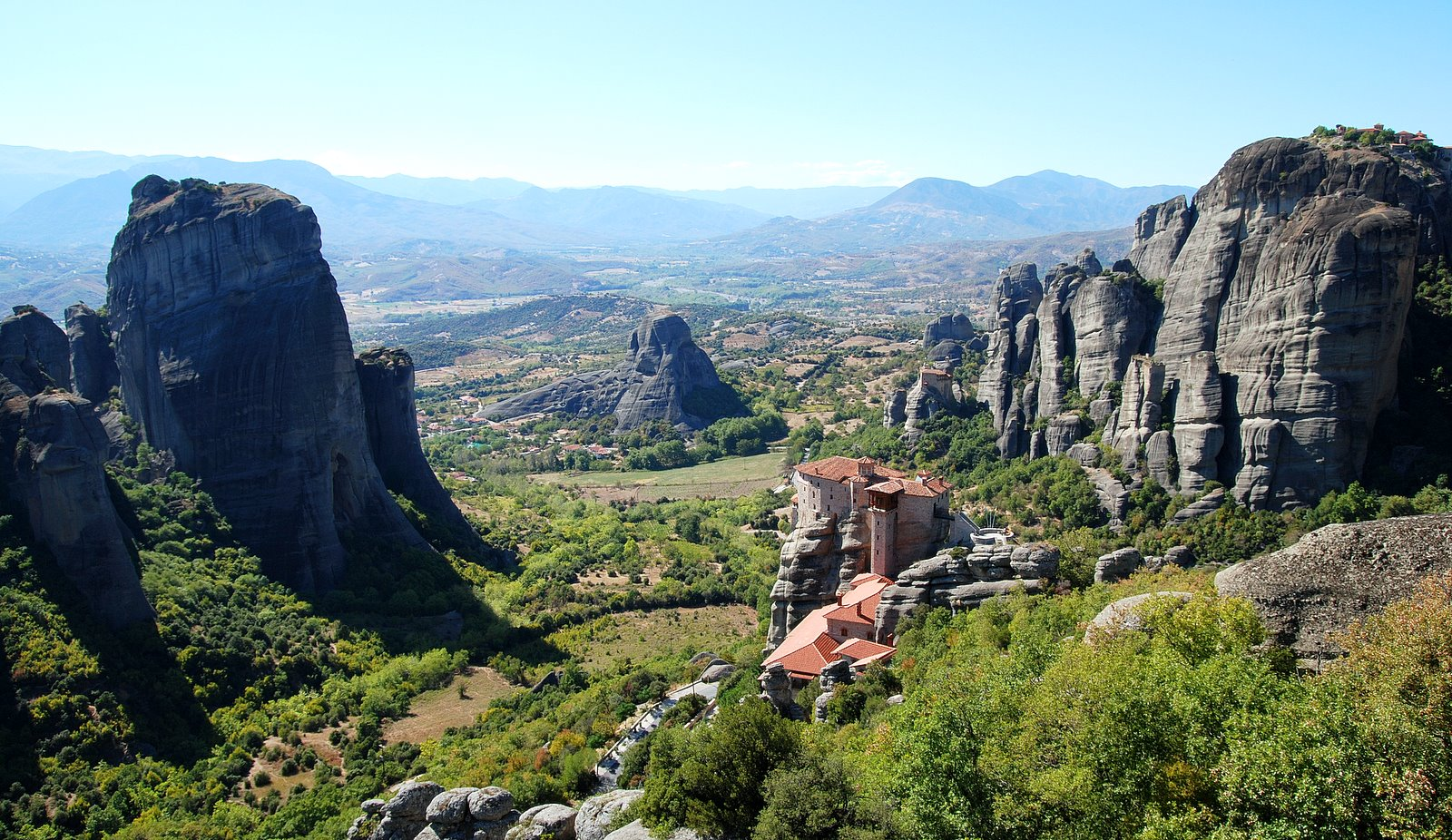
Monasterios de la época bizantina en Meteora

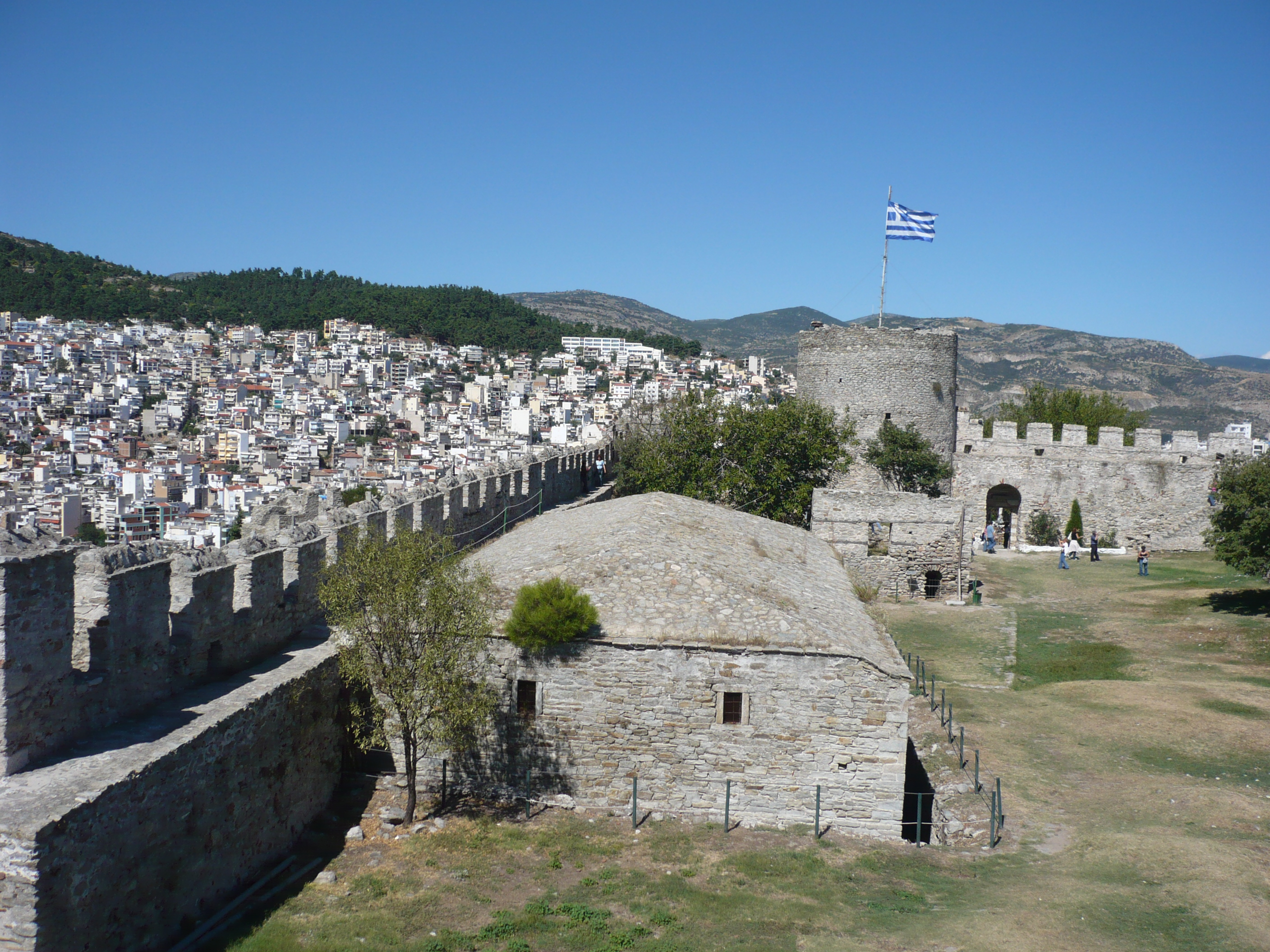
La fortaleza bizantina de Kavala.

Grecia fue atacada en Macedonia en 479 y 482 por los ostrogodos bajo el mando de su rey, Teodorico el Grande. Los búlgaros también atacaron Tracia y el resto del norte de Grecia en 540 y en repetidas ocasiones. Estas continuas invasiones búlgaras obligaron al Imperio bizantino a construir una muralla defensiva, llamada la «Muralla de Anastasio», que se extendía unos 48 kilómetros o más desde la ciudad de Selimbria (actual Silivri) hasta el mar Negro. Los hunos y los búlgaros atacaron Grecia en 559 hasta que el ejército bizantino regresó de Italia, donde Justiniano I intentaba conquistar el corazón del Imperio romano.
Según documentos históricos, los eslavos invadieron y se asentaron en partes de Grecia a partir del año 579, y Bizancio casi perdió el control de toda la península durante la década de 580. Sin embargo, no hay evidencia arqueológica que indique la penetración eslava en los territorios imperiales bizantinos antes de finales del siglo VI. En general, los rastros de la cultura eslava en Grecia son muy escasos.

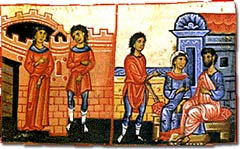
Escenas de matrimonio y vida familiar en Constantinopla.

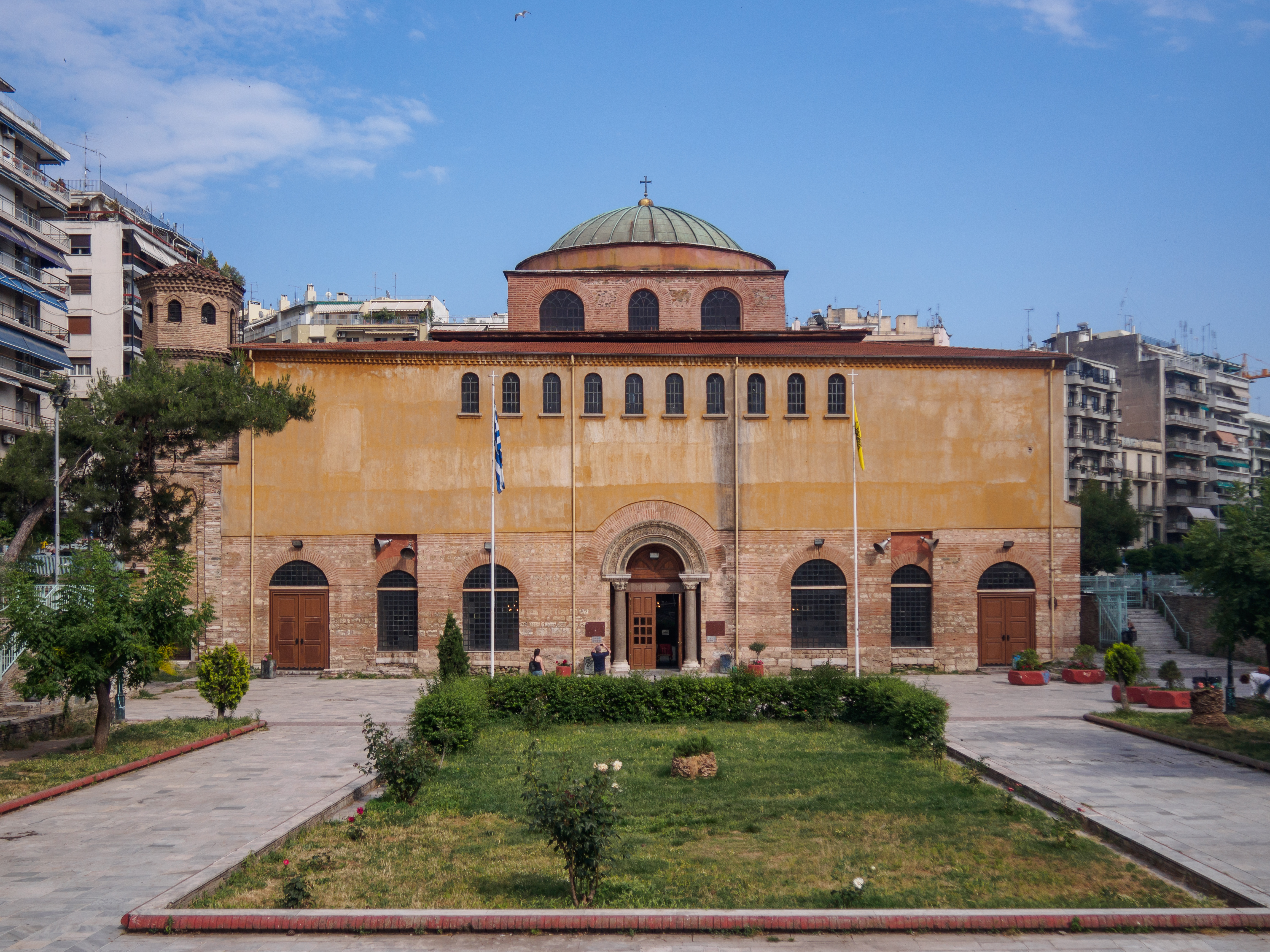
Santa Sofía, Tesalónica (Santa Sabiduría),.

La ciudad de Tesalónica permaneció sin conquistar incluso después de ser atacada por los eslavos alrededor de 615. Los eslavos fueron finalmente derrotados, reunidos por los bizantinos y ubicados en comunidades segregadas conocidas como esclavenos.
En 610, Heraclio se convirtió en emperador. Durante su reinado, el griego se convirtió en la lengua oficial del imperio.
A principios del siglo VII, Constante II llevó a cabo las primeras expulsiones masivas de eslavos de la península griega hacia los Balcanes y Asia Menor central. Justiniano II derrotó y destruyó a la mayoría de los eslavos y trasladó entre cien mil y doscientos mil eslavos de la península griega a Bitinia, a la vez que reclutó a unos treinta mil eslavos en su ejército.
Las poblaciones eslavas que se asentaron en estas comunidades segregadas se utilizaron para campañas militares contra los enemigos de los bizantinos. En el Peloponeso, un mayor número de invasores eslavos sembró el desorden en la parte occidental de la península, mientras que la parte oriental permaneció firmemente bajo el dominio bizantino. La emperatriz Irene organizó una campaña militar que liberó esos territorios y restableció el dominio bizantino en la región. Sin embargo, no fue hasta el reinado del emperador Nicéforo I que se eliminó el último vestigio del elemento eslavo: cuando los eslavos ocuparon por primera vez el Peloponeso en el siglo VI, varios griegos habían huido de Patras y se habían refugiado cerca de Reggio Calabria, en el sur de Italia; Nicéforo ordenó a los descendientes de estos refugiados que regresaran y los reasentó en el Peloponeso.
A mediados del siglo VII, el emperador Constante II reorganizó el imperio en "temas", incluyendo el Tema de Tracia, el cuerpo naval de los carabisianos en el sur de Grecia y las islas del Egeo. Posteriormente, Justiniano II dividió los carabisianos en el Tema de la Hélade (con centro en Corinto) y el Tema cibirreota. Para entonces, los eslavos ya no representaban una amenaza para los bizantinos, pues habían sido derrotados en numerosas ocasiones o relegados a las esclavinas. Las comunidades eslavas de Bitinia fueron destruidas por los bizantinos tras la derrota del general Leoncio ante los árabes en la batalla de Sebastópolis en 692, como resultado de la deserción de los eslavos al bando árabe.
Estos temas se rebelaron contra el emperador iconoclasta León III en 727 e intentaron erigir su propio emperador, pero León los derrotó. León trasladó entonces la sede de los Karabisianoi a Anatolia y creó el Tema cibirreota. Hasta entonces, Grecia y el Egeo seguían estando técnicamente bajo la autoridad eclesiástica del Papa, pero León también se peleó con el Papado y cedió estos territorios al Patriarca de Constantinopla. Como emperador, León III introdujo más reformas administrativas y legales que las promulgadas desde la época de Justiniano. Mientras tanto, los árabes iniciaron sus primeras incursiones serias en el Egeo. Bitinia fue finalmente repoblada por población grecoparlante procedente de la Grecia continental y Chipre.

## Prosperidad y victorias bizantinas (siglos VIII-XI)

Mapa de la Grecia bizantina alrededor del año 900 d. C., con los temas y los principales asentamientos.

Nicéforo I también comenzó a reconquistar territorios ocupados por eslavos y búlgaros a principios del siglo IX. Reubicó a familias de habla griega de Asia Menor en la península griega y los Balcanes, y expandió el thema de Hellas hacia el norte, incluyendo partes de Tesalia y Macedonia, y hacia el sur, incluyendo el territorio recuperado del Peloponeso. Tesalónica, anteriormente organizada como un arcontado rodeado por los eslavos, se convirtió también en un thema por derecho propio. Estos themas aportaron otros diez mil hombres al ejército y permitieron a Nicéforo convertir a la mayoría de los eslavos al cristianismo.
Creta fue conquistada por los árabes en 824. A finales del siglo IX, León VI también enfrentó invasiones de los búlgaros bajo el mando de Simeón I, quien saqueó Tracia en 896, y de nuevo en 919 durante la regencia de Zoe bajo Constantino VII. Simeón invadió el norte de Grecia de nuevo en 922 y se adentró profundamente hacia el sur, tomando Tebas, justo al norte de Atenas. Creta fue reconquistada en 961 a los árabes por Nicéforo II Focas tras el asedio de Chandax.
A finales del siglo X, la mayor amenaza para Grecia provenía de Samuel, quien luchaba constantemente por la zona con Basilio II. En 985, Samuel capturó Tesalia y la importante ciudad de Larisa, y en 989, saqueó Tesalónica. Basilio comenzó a recuperar estas áreas lentamente en 991, pero Samuel volvió a capturar las zonas alrededor de Tesalónica y el Peloponeso en 997, antes de verse obligado a retirarse a Bulgaria. En 999, Samuel capturó Dirraquio y atacó el norte de Grecia una vez más. Basilio recuperó estas áreas para 1002 y había subyugado por completo a los búlgaros en la década anterior a su muerte (véase conquista bizantina de Bulgaria).
A la muerte de Basilio en 1025, Grecia quedó dividida en themas , que incluían Creta, el Peloponeso, Tracia, Macedonia, Hélade, Nicópolis, Dirraquio, Cefalonia, Tesalónica y Estrimón, las Cícladas y el mar Egeo. Estaban protegidas de incursiones e invasiones gracias a los nuevos temas creados a partir del territorio búlgaro.
Grecia se volvió más próspera en el siglo X y las ciudades comenzaron a crecer de nuevo. Atenas y Corinto probablemente alcanzaron una población de unos diez mil habitantes, mientras que Tesalónica pudo haber llegado a tener hasta cien mil. Existía una importante clase aristocrática entre estos grupos, especialmente los emperadores macedonios que gobernaron el imperio entre 867 y 1056.

## Cuarta cruzada y conquista latina
Grecia y el imperio en su conjunto se enfrentaron a una nueva amenaza por parte de los normandos de Sicilia a finales del siglo XI. Roberto Guiscardo tomó Dirraquio y Corcira en 1081 (véase batalla de Dirraquio), pero Alejo I lo derrotó, y posteriormente a su hijo Bohemundo, en 1083. Los pechenegos también invadieron Tracia durante este período.
En 1147, mientras los caballeros de la segunda cruzada avanzaban por territorio bizantino, Roger II de Sicilia capturó Corcira y saqueó Tebas y Corinto.
En 1197, Enrique VI de Alemania prolongó el antagonismo de su padre, Federico Barbarroja, hacia el imperio al amenazar con invadir Grecia para reclamar el territorio que los normandos habían ocupado brevemente. Alejo III se vio obligado a sobornarlo, aunque los impuestos que impuso provocaron frecuentes revueltas en su contra, incluyendo rebeliones en Grecia y el Peloponeso. También durante su reinado, la cuarta cruzada intentó colocar a Alejo IV en el trono, hasta que finalmente invadió y saqueó la capital.
Grecia fue relativamente pacífica y próspera en los siglos XI y XII, en comparación con Anatolia, que estaba siendo invadida por los selyúcidas. Tesalónica probablemente había crecido hasta alcanzar una población de unos ciento cincuenta mil habitantes, a pesar del saqueo normando en 1185. Tebas también se convirtió en una importante ciudad con unos treinta mil habitantes y fue el centro de una importante industria de la seda. Atenas y Corinto probablemente aún contaban con unos diez mil habitantes. Las ciudades de la Grecia continental continuaron exportando grano a la capital para compensar las tierras perdidas por los selyúcidas.
Sin embargo, tras la conquista de Constantinopla durante la cuarta cruzada en 1204, Grecia quedó dividida entre los cruzados. El Imperio latino controlaba Constantinopla y Tracia, mientras que el resto de Grecia se dividió en el Reino de Tesalónica, el Principado de Acaya y el Ducado de Atenas. Los venecianos controlaban el Ducado de Naxos en el Egeo, mientras que el Despotado de Epiro se estableció como uno de los tres estados sucesores de la Grecia bizantina.
Miguel VIII restauró el imperio en 1261, tras haber recuperado también el Reino de Tesalónica. A su muerte en 1282, Miguel había recuperado las islas del Egeo, Tesalia, Epiro y la mayor parte de Acaya, incluyendo la fortaleza cruzada de Mistrá, que se convirtió en sede de un déspota bizantino. Sin embargo, Atenas y el norte del Peloponeso permanecieron en manos de los cruzados. Carlos de Anjou y posteriormente su hijo reclamaron el trono del extinto Imperio Latino y amenazaron Epiro, pero nunca lograron ningún avance allí.

## Reconquista y restablecimiento bizantino

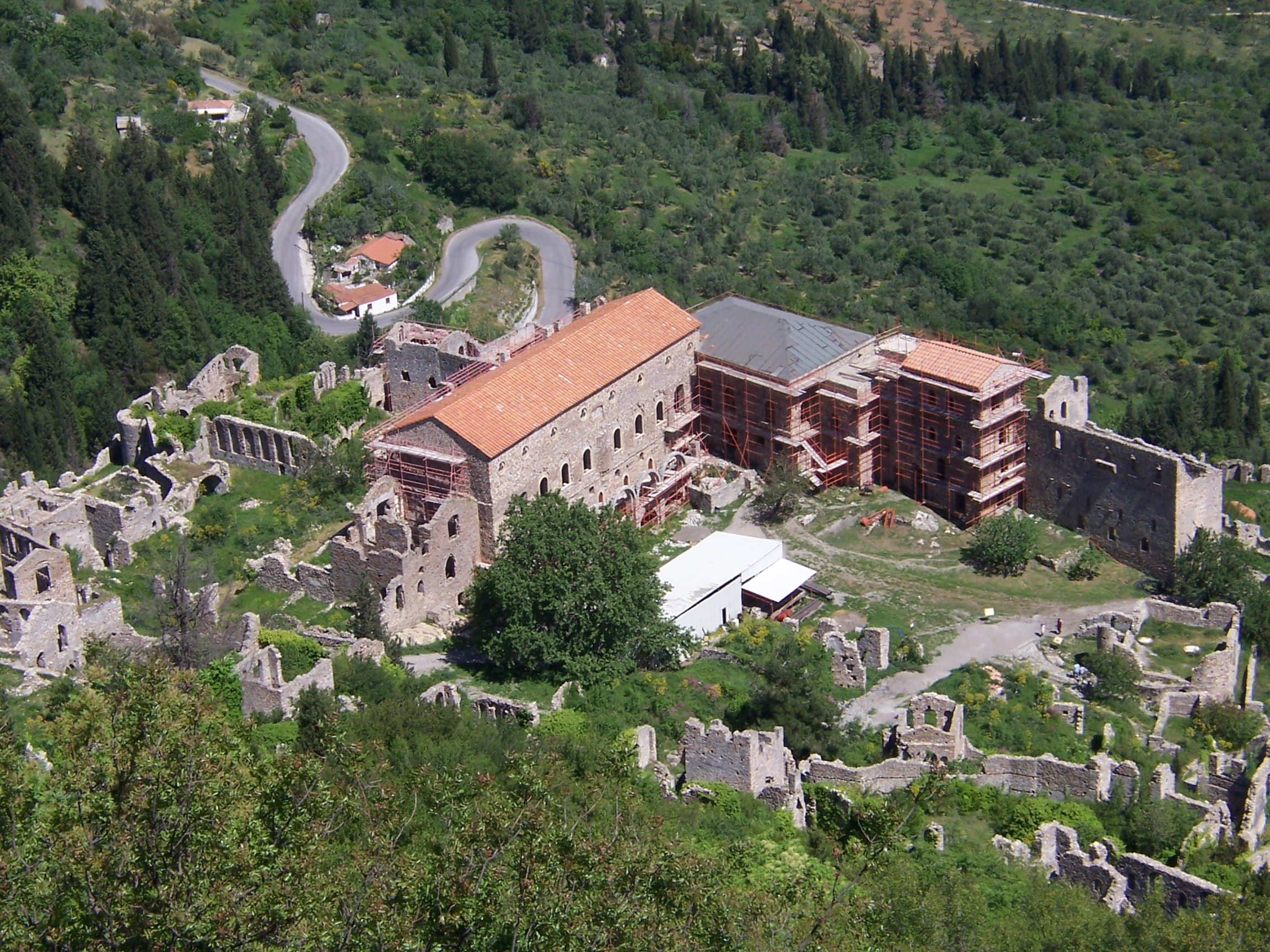
Palacio de Mistrá, capital del Despotado de Morea.

Para el reinado de Andrónico III Paleólogo, a partir de 1328, el imperio controlaba la mayor parte de Grecia, especialmente la metrópoli de Tesalónica, pero muy poco más. Epiro era nominalmente bizantino, pero se rebeló ocasionalmente, hasta su completa recuperación en 1339. Grecia fue utilizada principalmente como campo de batalla durante la guerra civil entre Juan V Paleólogo y Juan VI Cantacuceno en la década de 1340, y al mismo tiempo, los serbios y los otomanos comenzaron también a atacar Grecia. Para 1356, se estableció otro despotado independiente en Epiro y Tesalia.
El Peloponeso, generalmente llamado Morea en este período, era ahora casi el centro del imperio y, sin duda, la zona más fértil. Mistrá y Monemvasía eran populosas y prósperas, incluso después de la Peste Negra de mediados del siglo XIV. Mistrá rivalizaba con Constantinopla en importancia. Era un bastión de la ortodoxia griega y se opuso tenazmente a los intentos de los emperadores de unirse a la Iglesia católica, a pesar de que esto habría permitido al imperio obtener ayuda de Occidente contra los otomanos.

## Amenazas y conquista otomana
Los otomanos habían comenzado su conquista de los Balcanes y Grecia a finales del siglo XIV y principios del siglo XV, capturando, entre otras, Tesalónica, Ioánina y Tesalia. En 1445, la Tesalia ocupada por los otomanos fue recapturada por el futuro emperador Constantino XI, en ese momento déspota de Mistrá, pero poco pudo hacer contra la mayoría de los demás territorios otomanos. El emperador Constantino XI fue derrotado y asesinado en 1453 cuando los otomanos finalmente capturaron Constantinopla. Después de la caída de Constantinopla, los otomanos también capturaron Atenas en 1458, pero dejaron un déspota bizantino en el Peloponeso hasta 1460. Los venecianos aún controlaban Creta, las islas del Egeo y algunas ciudades portuarias, pero por lo demás los otomanos controlaban muchas regiones de Grecia, excepto las montañas y las zonas densamente boscosas.